# Gene Tunney
James Joseph "Gene" Tunney (25. maj 1897 – 7. november 1978) var en amerikansk professionel bokser, der var verdensmester i sværvægt fra 1926 til 1928. Tunney besejrede Jack Dempsey for at vinde titlen i 1926 og forsvarende den succesfuldt mod Dempsey i 1927. Kampen i 1927 blev berømt for "den lange tælling", hvor Tunney var i gulvet i mere end ti sekeunder uden af blive talt ud. Tunney forsvarede senere titlen mod Tom Heeney i 1928 og trak sig herefter definitivt tilbage.

## Opvækst
Gene Tunney blev født i 1897 som søn af Mary Lydon og John Tunney, der begge var emigreret fra Irland til New York som følge af hungersnøden i Irland. Faderen arbejdede som havnearbejder i New York havn og parret fik i alt syv børn. Som barn af fattige irske immigranter voksede Tunney op i et hårdt kvarter i New York, hvor han lærte af bokse på gaden. Som teenager måtte Tunney forlade skolen for at arbejde til familiens underhold.
Han begyndte at boksetræne i Greenwich Village Athletic Club, og efter noget tid fik Tunney ambition om at bokse professionelt.

## Boksekarriere
Gene Tunney debuterede om professionel bokser den 3. juli 1915 i New York, da han stoppede sin modstander i 8. omgang. Han opnåede en række kampe, der alle blev vundet, inden han den 2. maj 1918 meldte sig til US Marine Corps. Tunney blev udstationeret i Frankrig, men nåede aldrig at komme i kamp under det sidste halve år af 1. Verdenskrig. Under udstationeringen i Frankrig i 1918-1919 boksede Tunney en række kampe mod andre udstationerede amerikanske soldater og deltog endvidere i en en fransk amatørturnering, hvor han besejrede 20 modstandere. Han endte med at vinde letsværvægtsklassen i bokseturneringen for de udstationerede amerikanske tropper i Frankrig.
I 1919 blev Tunney hjemsendt og han genoptog boksekarrieren i USA, hvor han vandt en lang række kampe, der primært blev afviklet i New Jersey og New York. Efter 41 kampe uden nederlag blev Gene Tunney den 23. maj 1922 matchet mod den erfarne mellemvægter Harry Greb i en kamp om det amerikanske mesterskab i letsværvægt. Greb var på mange måder Tunneys modstykke - Tunney var en teknisk særdeles dygtig bokser med en stærk defensiv, inspireret af boksere som James J. Corbett, hvorimod sluggeren Greb, med tilnavnet "Den menneskelige vindmølle", var kendt for sin aggressive stil. Kampen mellem de to bokserede blev afviklet i Madison Square Garden i New York og blev tillige transmitteret i radioen. På trods af, at Greb brækkede næsen på Tunney allerede i første omgang som følge af en skalle, boksede Tunney en glimrende kamp i de første 10 runder, men på trods af en vægtfordel på 12 pund blev han hårdt presset af den konstant angribende Greb i de sidste fem runder, og Tunney tabte herefter kampen på point.
Efter nederlaget til Greb boksede Tunney en række kampe mod bl.a. den kommende verdensmester i letsværvægt Tommy Loughran og Chuck Wiggins. Tunney fik mulighed for at revanchere sit eneste nederlag, da han fik en returkamp mod Greb igen den 23. februar 1923 og igen om det amerikanske mesterskab i letsværvægt. 15.000 tilskuere i Madison Square Garden blev vidner til en hård kamp mellem de to boksere, men denne gang vandt Tunney på point. Afgørelsen var kontroversiel, og mange mente, at Greb burde havde fået tildelt sejren.
Efter et par yderligere kampe for Tunney blev den 10. december 1923 arrangeret en tredje kamp mellem Tunney og Greb. Igen blev kampen afviklet i Madison Square Garden, og igen var det amerikanske letsvægtsmesterskab på spil. I den tredje kamp lykkedes det Tunney at vinde en overbevisene pointsejr over Greb.
Tunney fortsatte sejrrækken og begyndte i 1924 af bokse i sværvægt. Han besejrede bl.a. den franske sværvægter George Carpentier foran et publikum på 30.000 på Polo Grounds i New York, inden Tunney mødte Greb for fjerde gang. Den fjerde kamp havde ikke en officiel afgørelse, men det var den overvejende stemning blandt aviserne, at kampen endte uafgjort, eller at Tunney havde været den bedste bokser. En femte og sidste kamp mellem Tunney og Greb blev afviklet i 1925, og i denne kamp vandt Tunney overbevisende.

### Verdensmester i sværvægt
Tunney fortsatte sin sejrsrække, og den 23. september 1926 fik Tunney en kamp om verdensmesterskabet i sværvægt mod den regerende mester Jack Dempsey.
Kampen mod Dempsey blev arrangeret af boksepromotoren Tex Rickard, der havde stået bag en lang række af de største boksekampe i 1920'ernes USA. De to boksere stillede store krav om betalingen for kampen; Dempsey modtog et rekordstort vederlag på mere end en halv million dollars og Tunney modtog mere end en kvart million dollars. De helt usædvanlig høje beløb for datiden indebar, at Ricard måtte arrangere kampen foran et rekordstort publikum på mere end 120.000 tilskuere. Kampen blev arrangeret i i Philadelphia, da Dempsey var udelukket fra at bokse i New York, da han nægtede at møde sorte udfordrer Harry Wills. Dempsey havde ikke tabt i otte år og havde et frygtindgydende ry som en rå og nærmest dyrisk slugger, der kun meget sjældent lod sine modstandere gå tiden ud. Dempsey var storfavorit til at vinde kampen, der var fastlagt til 10 omgange. Tunney leverede imidlertid en overraskelse, da han vandt en sikker pointsejr over Dempsey. Ring Magazine beskrev resultatet som "årtiets overraskelse". Kampen er den dag i dag den boksekamp, der har været overværet af det største publikum.
Der blev 364 dage senere, den 22. september 1927, arrangeret en returkamp mellem Tunney og Dempsey på Soldiers' Field i Chicago. Kampen tiltrak sig enorm interesse og trak 104.943 tilskuere (bl.a. Al Capone), der betalte entreindtægter på $2,658,660. Under de fastsatte regler for kampen var det blevet aftalt, at den bokser, der scorede et knockdown, skulle gå til neutralt ringhjørne, hvilket var en forholdsvis ny regel på det tidspunkt.
Tunney boksede en fin kamp mod Dempsey, men i kampens 7. omgang lykkedes det Dempsey at få ram på Tunney, der blev slået i gulvet for første gang i karrieren. Dempsey var vant til at stå over sine modstandere, når de var i gulvet, og blev også stående over Tunney. Kamplederen forsøgte at få Dempsey til at gå til neutralt hjørne, og efter Dempsey først var gået til et forkert ringhjørne lykkedes det kamplederen at få Dempsey til at gå til det rigtige hjørne. Der gik derfor noget tid før end tællingen over Tunney kunne begynde. Tunney kom op inden kamplederen nåede til 10, men havde været nede i hvert fald 13-14 sekunder. Det lykkedes dog Tunney at komme tilbage i kampen; han sendte Dempsey i gulvet i 8. omgange af kampen og vandt de to sidste omgange sikkert. Gulvturen i 7. omgang mod Dempsey var den eneste gang Tunney var i gulvet i sine 86 kampe.
Efter sejrene over Dempsey satte Tunney i 1928 titlen på spil i en kamp på Yankee Stadium mod den new zealandske udfordrer Tom Heeney, som Tunney uden problemer stoppede i 11. omgang af kampen.
Kort tid efter VM-kampen mod Heeney meddelte Tunney til stor overrakselse for offentligheden, at han trak sig tilbage som ubesejret verdensmester. Forinden Tunney havde kun Jim Jeffries opgivet sværvægtstitlen frivilligt, og Jeffries havde da også nogle år efter forsøgt at gøre comeback. Tunney var kun 31 år da han trak sig tilbage, og med kun ét nederlag i sine 86 kampe havde Tunney en helt ekstraordinær imponerende rekordliste. Tunney modstod fristelsen til senere at gøre comeback, og han og den senere sværvægtsmester Rocky Marciano er de til dato eneste sværvægtsmestre, der definitivt stoppede karrieren som verdensmester.

## Hædersbevisninger
Gene Tunney blev som den første nogensinde valgt som Ring Magazines fighter of the year i 1928 og blev efter sin død optaget i World Boxing Hall of Fame i 1980 og i International Boxing Hall of Fame i 1990. I 2001 blev han optaget i United States Marine Corps Sports Hall of Fame.
Tunney nåede at optræde på forsiden af Time Magazine i august 1926 og to gange på forsiden af Ring Magazine.
Tunney havde hovedrollen i filmen The Fighting Marine fra 1926.

## Privat
Tunney blev i 1928 gift med Mary "Polly" Lauder (1907-2008), der tilhørte en særdeles velhavende amerikansk familie. Mary Lauders bedstefader var forretningspartner med Andrew Carnegie, grundlæggeren af Carnegie Steel Company i Pittsburgh og hendes fader var filantrop og sejlsportsmand, der på et tidspunkt var indehaver af rekorden for den hurtigste trans-atlantiske passage med yacht. Gene og Polly Tunney fik fire børn, hvoraf det ene, John V. Tunney (født 1934) blev i perioden 1971-77 medlem af den amerikanske kongres, både som medlem af Repræsentanternes Hus og senere som medlem af Senatet.
Tunney var efter boksekarrieren igen aktiv i militæret, da han var kaptajn i den amerikanske flåde under 2. Verdenskrig, og blev efter krigen en succesfuld forretningsmand. Han havde en stor interesse for kunst og videnskab, og holdt forelæsninger om Shakespeare på Yale University og blev venner med en række forfattere, herudner Bernard Shaw.
Tunneys baggrund med opvækst i en fattig immigrantfamilie, patriotisk krigsdeltagelse, verdensmesterskab, efterfølgende opstigning til højeste sociale lag og med et barn, der blev senator, gjorde Tunney til et eksempel på udlevelsen af Den amerikanske drøm, hvilket blev en del af Tunneys eftermæle.

## Død
Tunney døde i en alder af 81 af kredsløbssygdomme. Han er begravet på Long Ridge Union Cemetery i Stamford i Connecticut, hvor han levede det meste af sit liv sammen med sin ægtefælle.
Gravstenen nævner ikke Tunneys bedrifter som verdensmester i sværvægt, men henviser blot til militærkarrieren.

## Yderlige læsning
- Selvbiografi: A man must fight (1932)
- John Jarrett: Gene Tunney: The Golden Guy Who Licked Jack Dempsey Twice ISBN 1861056184
- Jay R. Tunney: The Prizefighter and the Playwright: Gene Tunney and George Bernard Shaw
- Jack Cavanaugh: Tunney: Boxing's Brainiest Champ and His Upset of the Great Jack Dempsey (2006)

| Foregående: Jack Dempsey | Verdensmester sværvægt 23. september 1926 - juli 1928 | Efterfølgende: Titlen opgivet Max Schmeling overtog |